# Пангвіч (Юта)
Пангвіч (англ. Panguitch) — місто (англ. city) в США, в окрузі Гарфілд штату Юта. Населення — 1725 осіб (2020).

## Географія
Пангвіч розташований за координатами 37°49′29″ пн. ш. 112°26′12″ зх. д. / 37.82472° пн. ш. 112.43667° зх. д. (37.824737, -112.436644). За даними Бюро перепису населення США в 2010 році місто мало площу 5,53 км², уся площа — суходіл. В 2017 році площа становила 7,39 км², уся площа — суходіл.

### Клімат
| Клімат : Пангвіч        | Клімат : Пангвіч | Клімат : Пангвіч | Клімат : Пангвіч | Клімат : Пангвіч | Клімат : Пангвіч | Клімат : Пангвіч | Клімат : Пангвіч | Клімат : Пангвіч | Клімат : Пангвіч | Клімат : Пангвіч | Клімат : Пангвіч | Клімат : Пангвіч | Клімат : Пангвіч |
| Показник                | Січ.             | Лют.             | Бер.             | Квіт.            | Трав.            | Черв.            | Лип.             | Серп.            | Вер.             | Жовт.            | Лист.            | Груд.            | Рік              |
| Абсолютний максимум, °C | 17,2             | 20,6             | 24,4             | 29,4             | 35,6             | 36,7             | 38,9             | 37,2             | 34,4             | 29,4             | 25,0             | 17,2             | 38,9             |
| Середній максимум, °C   | 5,0              | 7,3              | 11,9             | 16,1             | 21,9             | 27,9             | 30,6             | 28,8             | 25,2             | 18,2             | 10,3             | 4,9              | 17,4             |
| Середній мінімум, °C    | −12,1            | −9,7             | −6               | −3,3             | 0,6              | 4,3              | 8,2              | 7,5              | 2,8              | −3,1             | −8,1             | −12,2            | −2,6             |
| Абсолютний мінімум, °C  | −38,9            | −35              | −26,1            | −18,9            | −12,2            | −8,3             | −1,7             | −3,9             | −10              | −23,3            | −30              | −35,6            | −38,9            |
| Норма опадів, мм        | 14               | 15               | 17               | 14               | 16               | 12               | 29               | 46               | 25               | 31               | 19               | 12               | 250              |
| Днів з опадами          | 5                | 5                | 5                | 5                | 5                | 3                | 8                | 10               | 6                | 5                | 4                | 4                | 67               |
| Днів зі снігом          | 4                | 3                | 2                | 1                | 0                | 0                | 0                | 0                | 0                | 0                | 1                | 2                | 16               |
| ----------------------- | ---------------- | ---------------- | ---------------- | ---------------- | ---------------- | ---------------- | ---------------- | ---------------- | ---------------- | ---------------- | ---------------- | ---------------- | ---------------- |
| Джерело: NOAA           |                  |                  |                  |                  |                  |                  |                  |                  |                  |                  |                  |                  |                  |

## Демографія
Згідно з переписом 2010 року, у місті мешкало 1520 осіб у 507 домогосподарствах у складі 367 родин. Густота населення становила 275 осіб/км². Було 659 помешкань (119/км²).
Расовий склад населення:
| - 95,3 % — білих - 2,0 % — корінних американців - 0,7 % — чорних або афроамериканців - 0,4 % — азіатів - 0,1 % — вихідців з тихоокеанських островів |

До двох чи більше рас належало 0,9 %. Частка іспаномовних становила 3,0 % від усіх жителів.
За віковим діапазоном населення розподілялося таким чином: 27,0 % — особи молодші 18 років, 55,2 % — особи у віці 18—64 років, 17,8 % — особи у віці 65 років та старші. Медіана віку мешканця становила 36,9 року. На 100 осіб жіночої статі у місті припадало 104,0 чоловіків; на 100 жінок у віці від 18 років та старших — 104,4 чоловіків також старших 18 років.
Середній дохід на одне домашнє господарство становив 59 346 доларів США (медіана — 40 833), а середній дохід на одну сім'ю — 67 627 доларів (медіана — 44 896). Медіана доходів становила 31 103 долари для чоловіків та 21 875 доларів для жінок. За межею бідності перебувало 29,1 % осіб, у тому числі 41,5 % дітей у віці до 18 років та 12,4 % осіб у віці 65 років та старших.
Цивільне працевлаштоване населення становило 579 осіб. Основні галузі зайнятості: мистецтво, розваги та відпочинок — 30,4 %, освіта, охорона здоров'я та соціальна допомога — 20,0 %, роздрібна торгівля — 13,1 %, будівництво — 8,5 %.